# Musée maritime fluvial et portuaire de Rouen
Il Musée maritime fluvial et portuaire de Rouen (Museo marittimo, fluviale e portuale di Rouen) illustra la storia del porto di Rouen, uno dei più grandi porti di Francia, fluviale e marittimo al tempo stesso.
È stato aperto al pubblico nel 1999 in occasione dell'Armada, il raduno dei grandi velieri, equivalente al The Tall Ships' Races 2007 Mediterranea.
Visitato annualmente da circa diecimila persone, si sviluppa su una superficie di 900 metri quadrati e raccoglie oltre duemila opere di ambito marinaro.

## Il museo
I principali temi trattati sono:
- La storia del porto con numerose fotografie e fra l'altro con uno spazio consacrato alle distruzioni causate dalla Seconda guerra mondiale
- Le installazioni del porto e i lavori sulla Senna a valle di Rouen per poter accogliere le navi marittime
- I grandi velieri di Rouen, con uno spazio dedicato alle navi che salpavano per la Nuova Caledonia per caricare il nichel
- La marina mercantile con numerosi modelli di carghi, tra i quali quelli che ormeggiavano un tempo davanti o in prossimità dell'hangar che ospita il museo
- La navigazione fluviale (vedere la presentazione della chiatta Pompon Rouge qui sotto)
- L'ingegneria navale
- La caccia alla balena, con uno scheletro di balena
- La storia dei sottomarini, con una riproduzione dell'interno del Nautilus di Robert Fulton

Tra i pezzi esposti figurano motori di chiatta e di peschereccio, una campana da nebbia situata una volta alla foce della Risle, un palombaro e la riproduzione della cabina radio di una nave degli anni sessanta.
Una chiatta di 38 metri, chiamata Pompon-Rouge, può essere visitata nel cortile del museo. La sua stiva fu risistemata per accogliere un'esposizione permanente sulla navigazione fluviale in modo particolare con un plastico di chiusa.
Un scheletro di balena (prestato dal museum d'histoire naturelle de Rouen) è esposto al centro del museo. È una balaenoptera physalus, che aveva 7 anni quando morì arenandosi.
Oltre a questo, vi si tengono regolarmente esposizioni temporanee su soggetti assai diversi, come per esempio il ponte trasbordatore di Rouen o i vichinghi.

## I luoghi
Il museo è situato nell'antico hangar del porto in riva alla Senna, nei pressi del nuovo ponte Gustave Flaubert. Questo hangar, l'hangar 13, fu costruito nel 1926, fu denominato hangar M fino al 1966, con la creazione del Port Autonome de Rouen.
Fu messo a disposizione della Compagnia Schiaffino, che assicurò i collegamenti con il Nordafrica fino agli anni settanta. In un primo tempo, fu utilizzato per lo stoccaggio del vino, poi della frutta dopo la costruzione di una cantina.
Durante gli anni settanta numerose compagnie utilizzarono l'hangar fino al 1984 quando cadde in disuso perché la sua scarsa capienza lo rendevano inadatto all'uso portuario.

## Galleria d'immagini

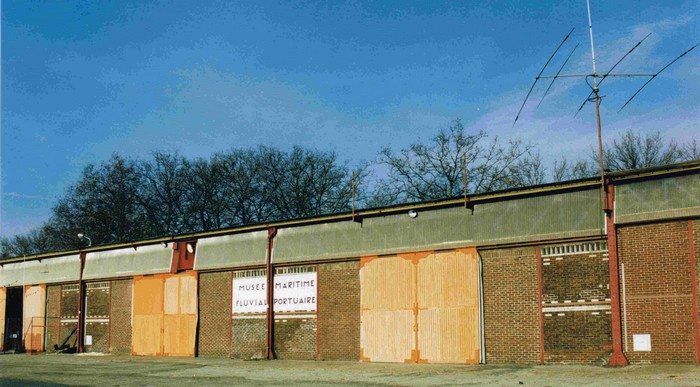
L'Hangar 13, sede del museo
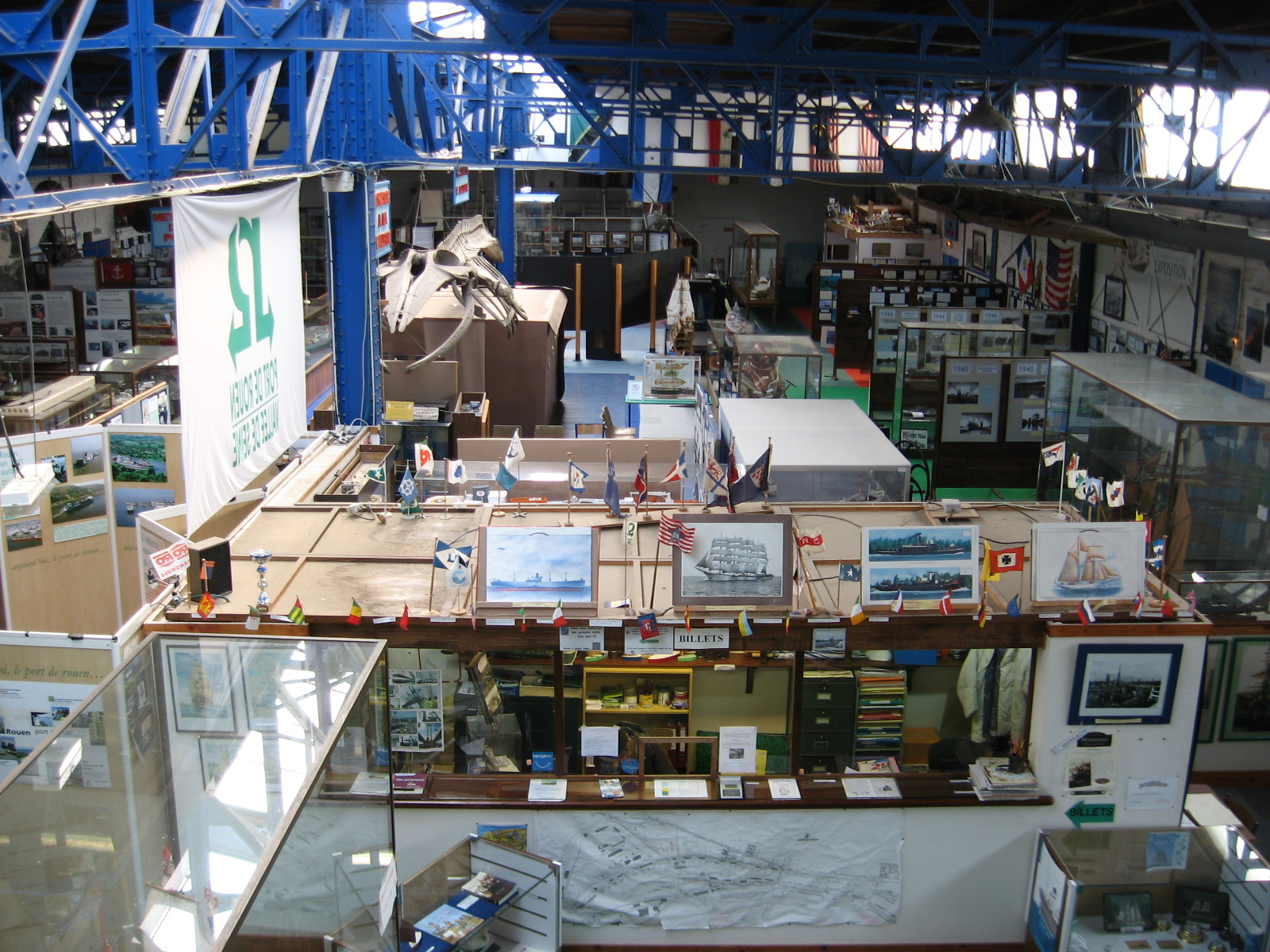
Veduta generale del museo
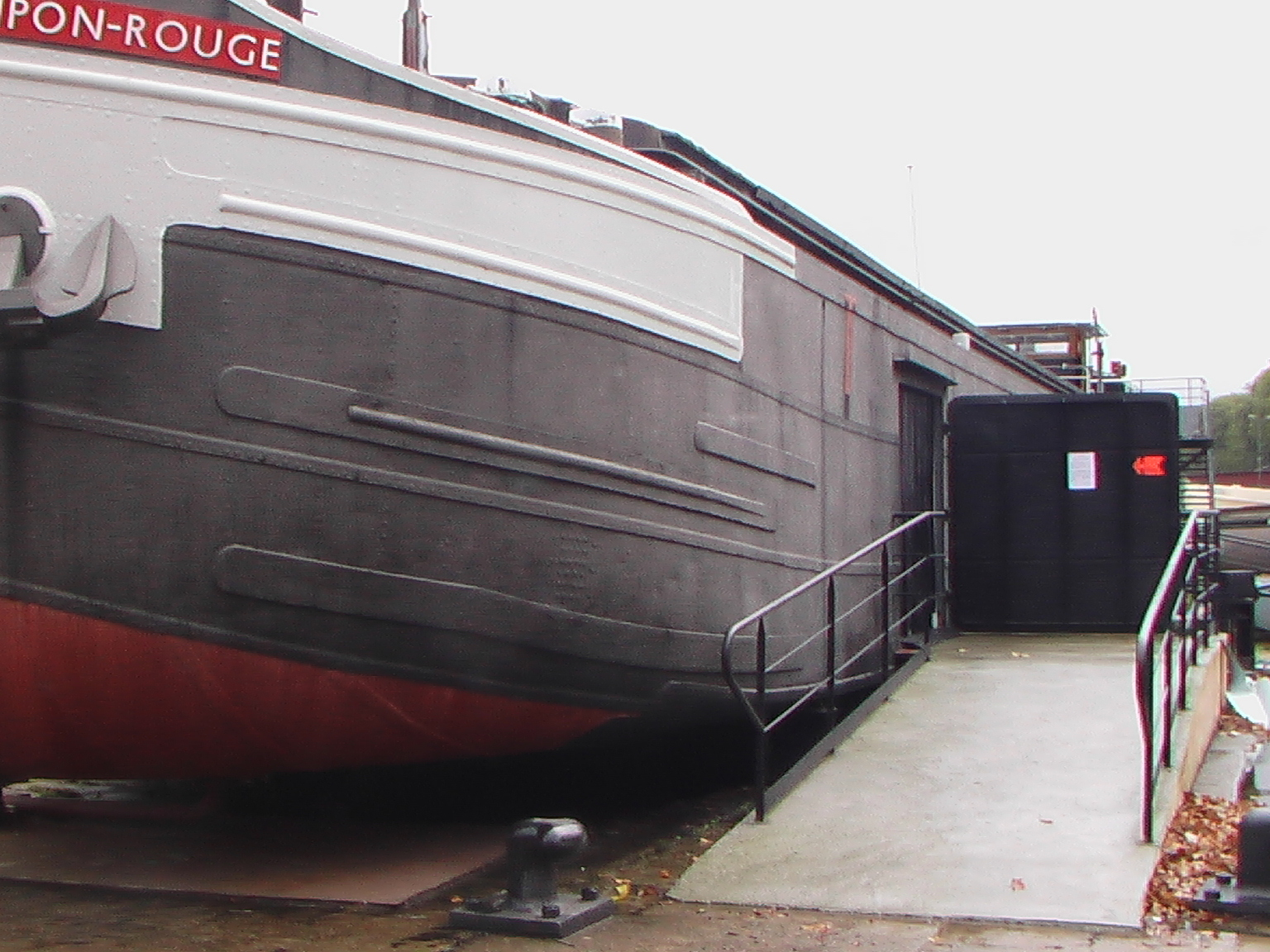
La chiatta Pompon Rouge, trasformata in spazio espositivo; una porta è stata aggiunta sulla fiancata
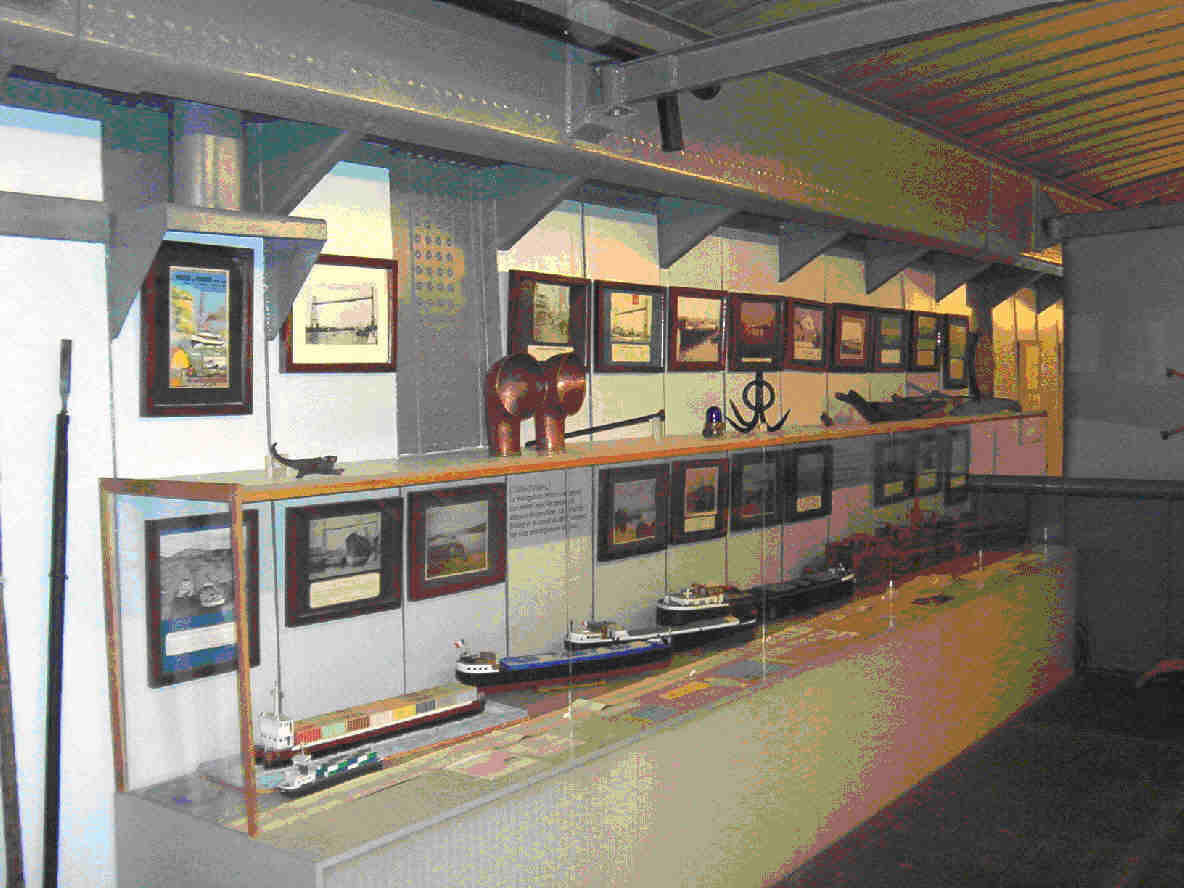
Stiva della chiatta, con l'esposizione permanente sulla navigazione fluviale
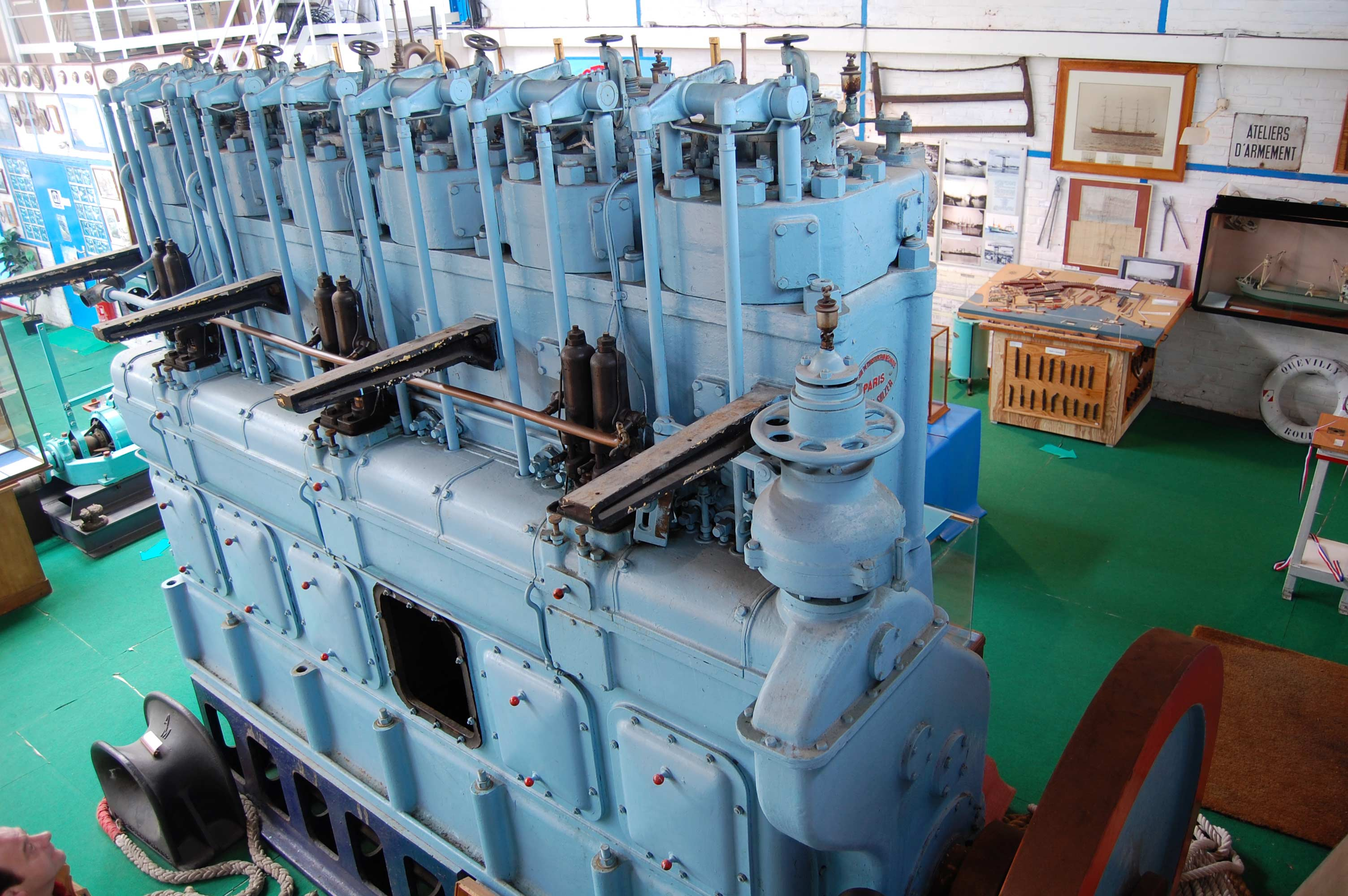
Motore Sulzer di 400 cv e 28 tonnellate di un peschereccio d'altura (1937)
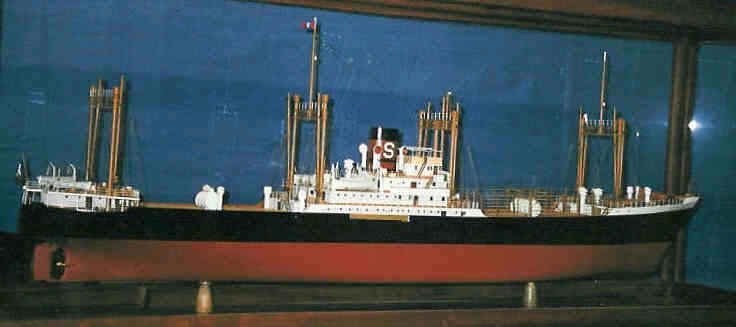
Modello della Marie-Louise Schiaffino, una nave che attraccava regolarmente davanti all'antico hangar 13
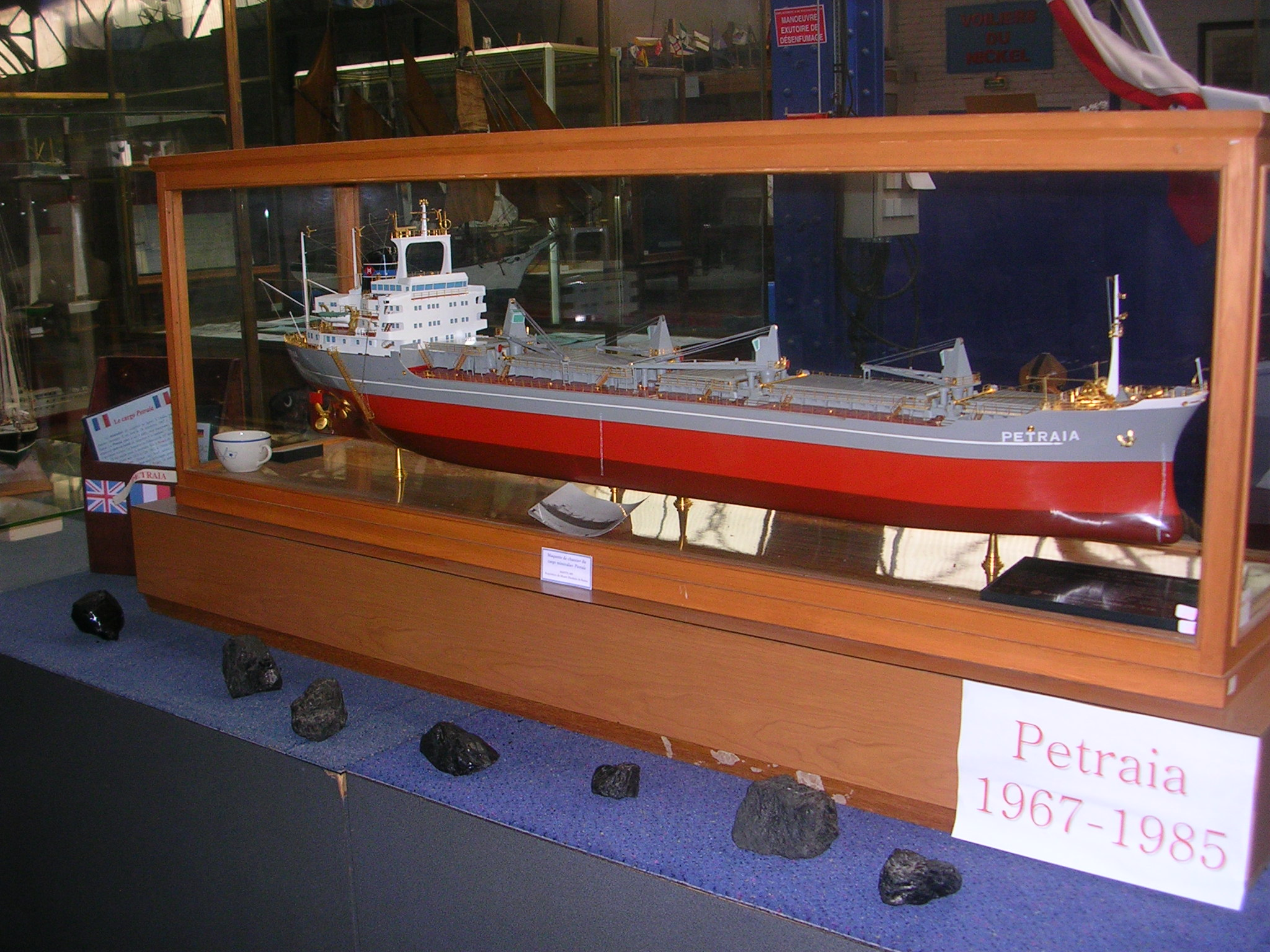
Modello della Petraia, una nave che ormeggiava sempre di fronte all'hangar 13
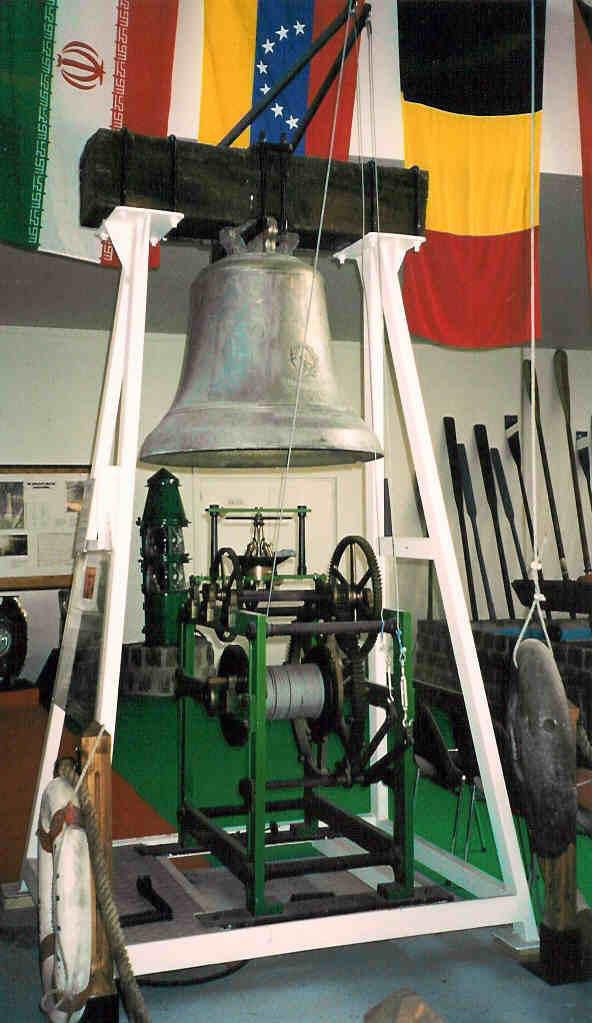
Campana da nebbia situata un tempo alla foce della Risle
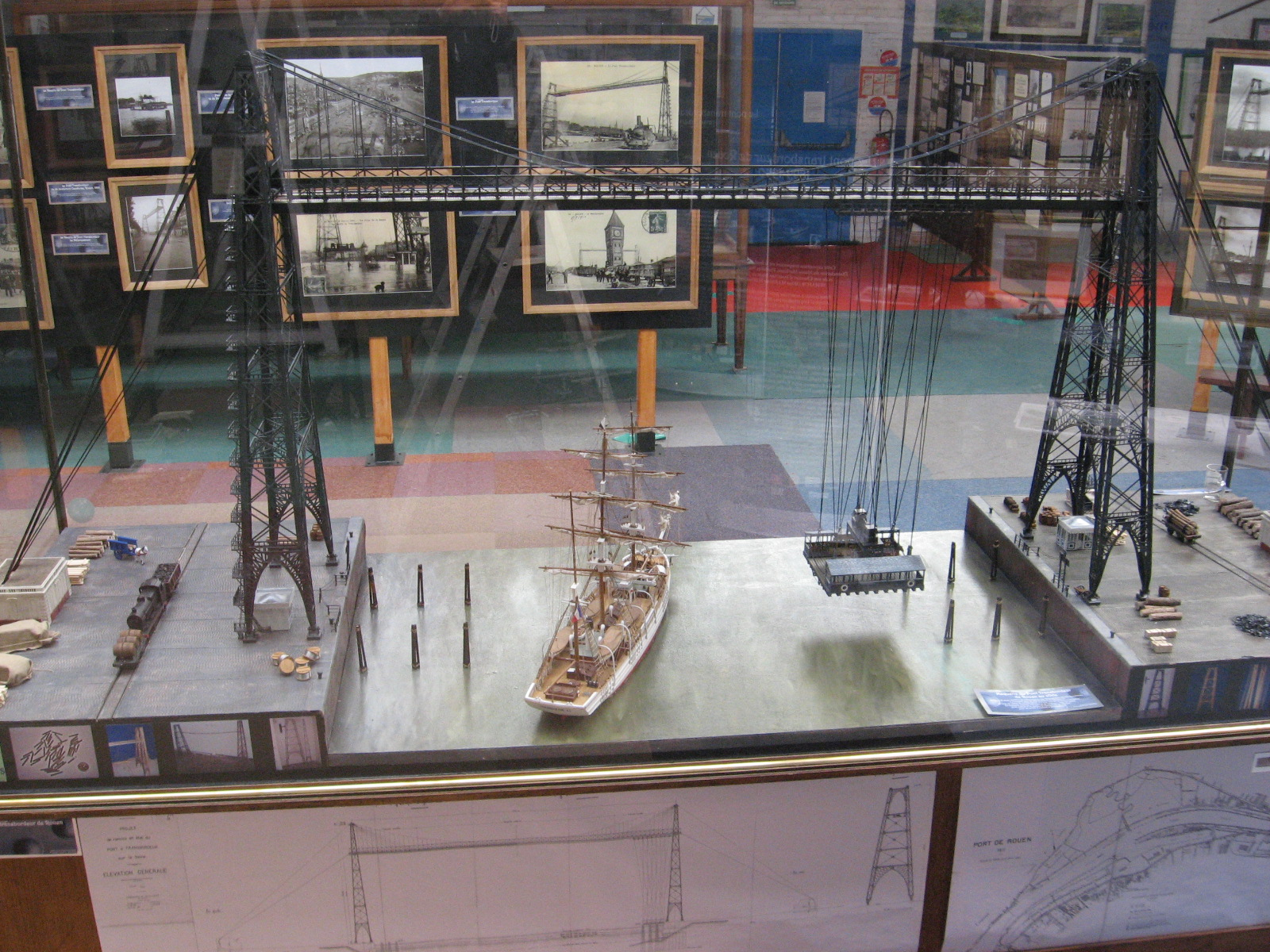
Plastico del ponte trasbordatore di Rouen
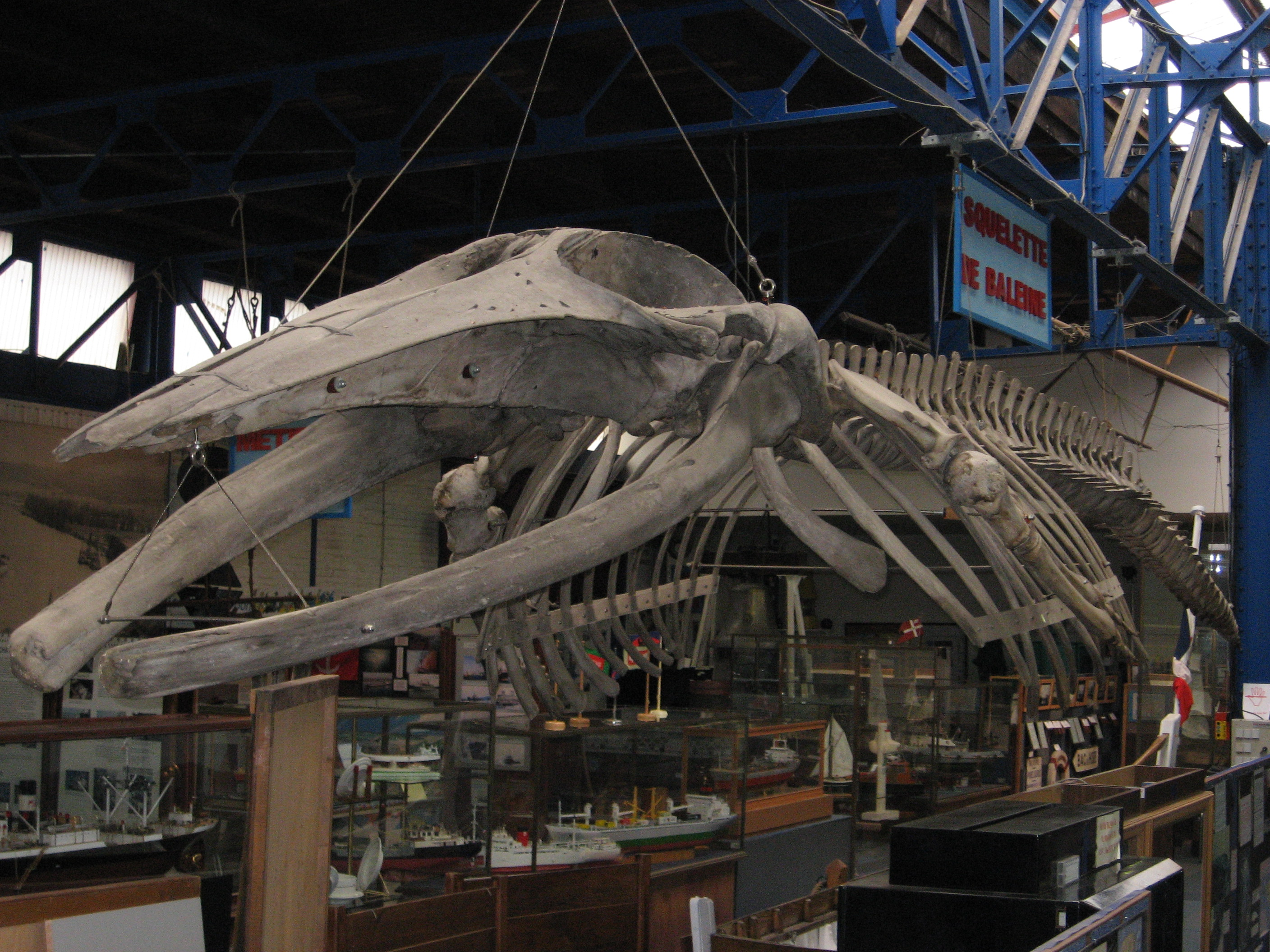
Scheletro di balena
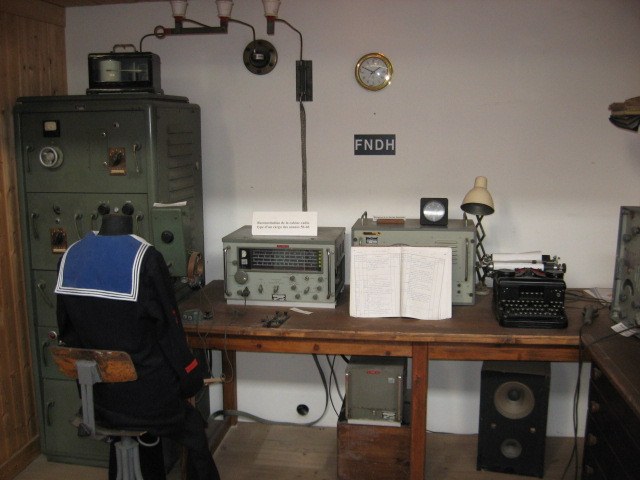
Riproduzione della cabina radio di una nave degli anni sessanta
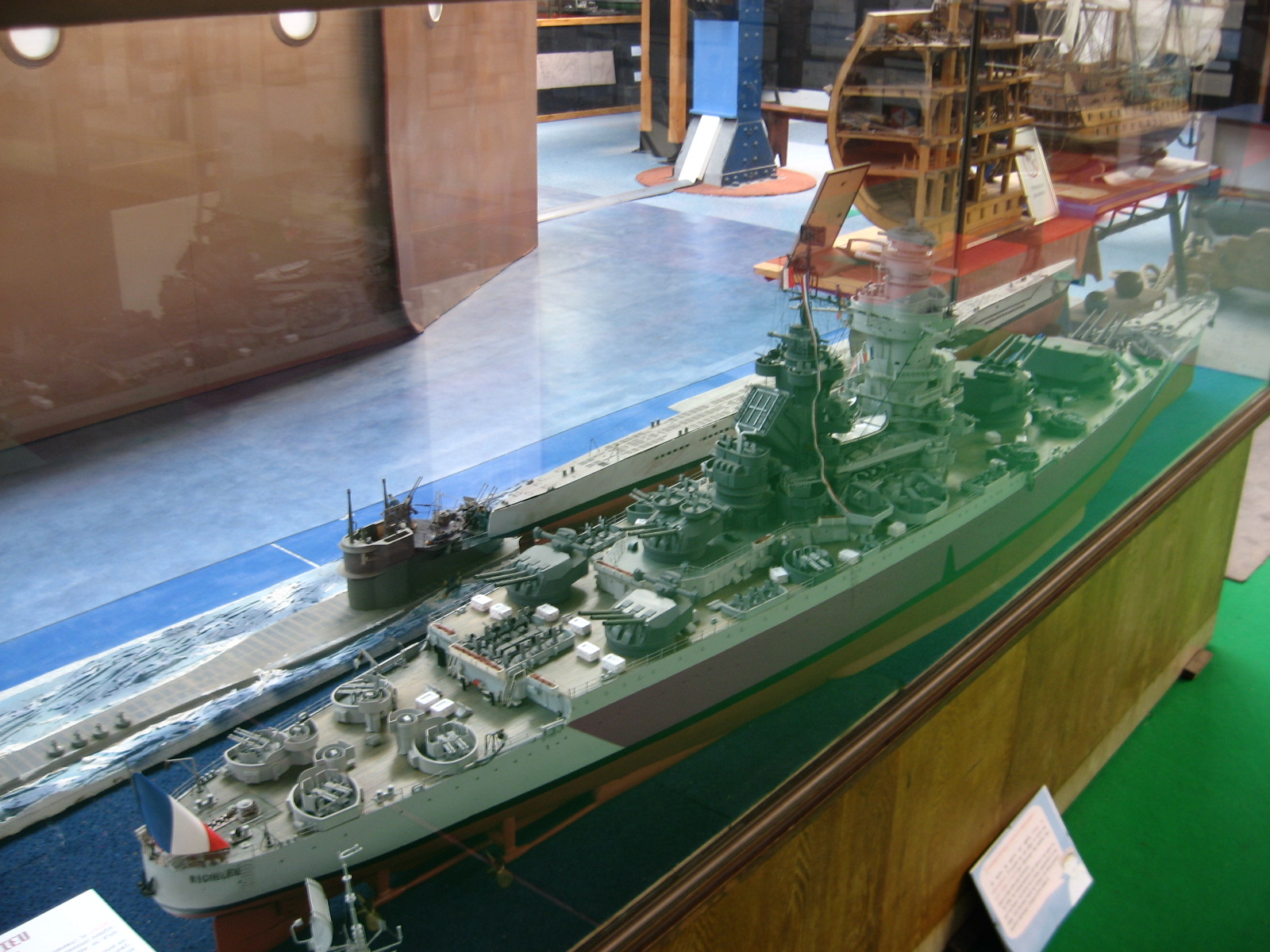
Modello della corazzata Richelieu
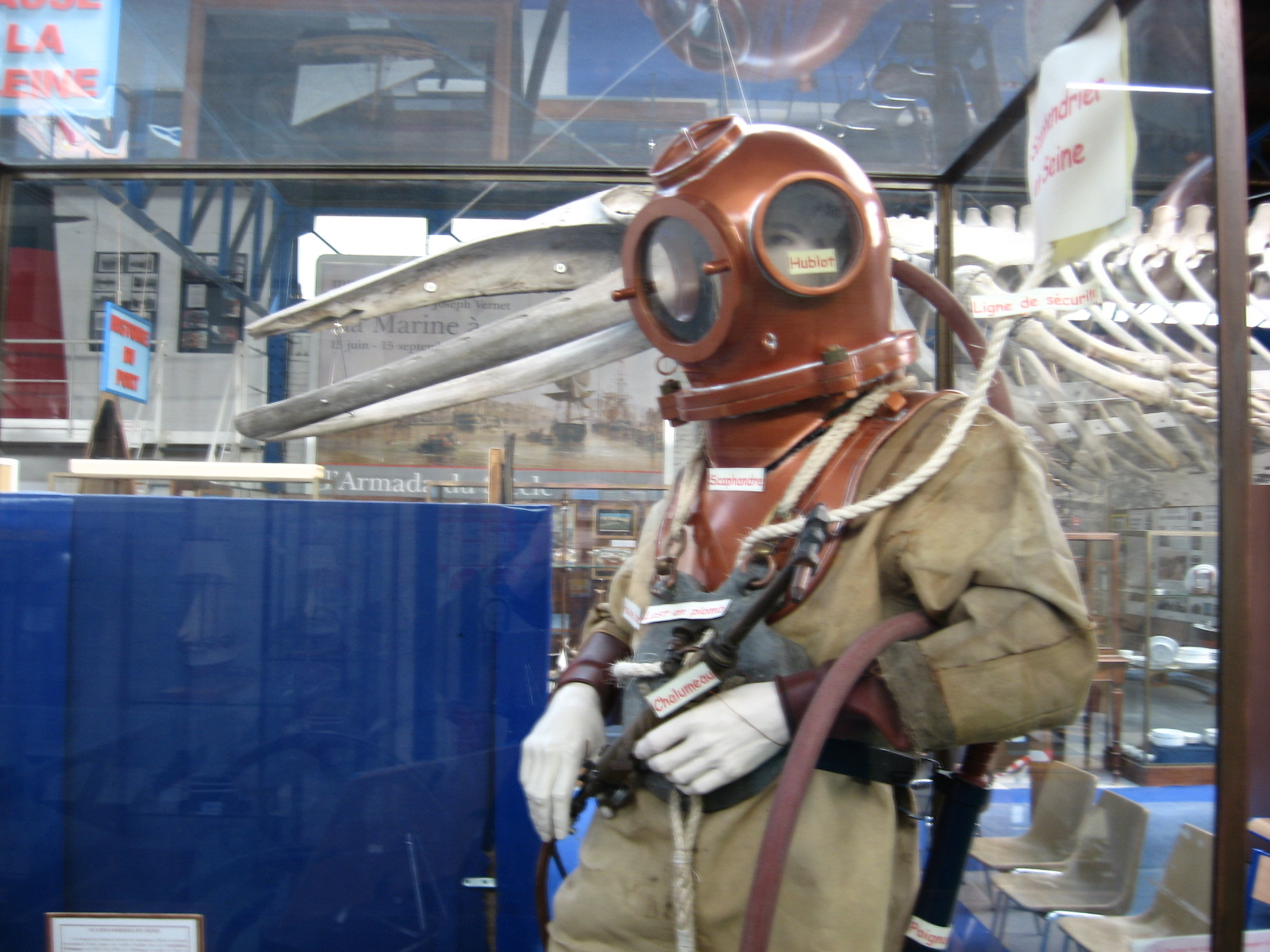
Palombaro